# リオネル・ボクシス
リオネル・ボクシス（Lionel Beauxis、フランス語発音: [ljɔnɛl boksis]、1985年10月24日 - ）はフランス、タルブ出身のラグビー選手。スタンドオフとして、フランス代表とスタッド・フランセ・パリでプレーしている。

## キャリア
リオネル・ボクシスはラグビークラブ・ルエ＝マルキザでラグビーを始め、2001年に15歳でセクション・パロワズに移り、2006年まで所属していた。
持ち前の力強く正確なキックで、徐々にクラブの正スタンドオフの座を占めるようになった。クラブは欧州チャレンジカップの決勝に進んだが、国内リーグでは悪い成績を重ねて、2006年に降格した。
同じ2006年、アンダー21のフランス代表のレギュラーとなり、ワールドカップに優勝。ボクシスはこの成功の立役者の一人であり、とりわけ南アフリカを相手に決勝で全24得点（6ペナルティー、2ドロップ）をあげた。その結果、IRBによって、この大会の最優秀選手に選ばれた。
クラブとアンダー21フランス代表での活躍のため、リオネル・ボクシスはフランスラグビーの期待の星の一人に数えられるようになった。
世界チャンピオンに輝いた後、スタッド・フランセ・パリに移籍する。新たに加入したチームではダヴィッド・スクレラとファン＝マルチン・エルナンデスとの競争を強いられ、あまり出場機会を得ることができなかった。
その後、ダヴィッド・スクレラとともにフランス代表に招集され、2007年のシックスネーションズのイタリア戦で初キャップを飾り、同年のワールドカップに出場する代表選手30人にも選ばれる。
ワールドカップでは、4試合目のグルジア戦にスタメン出場し、24点（1トライ、3ペナルティー、5コンヴァージョン）を決めた。この活躍で認められ、準々決勝のニュージーランド戦にもスタメンに選ばれ、続く準決勝のイングランド戦でもスタンドオフを務めた。

### クラブ
- -2001　ラグビークラブ・ルエ＝マルキザ　Rugby Club Louey-Marquisat
- 2001-2006　セクション・パロワズ　Section paloise
- 2006-    　スタッド・フランセ・パリ　Stade Français Paris

### フランス代表
2007年2月3日のイタリア戦で初キャップ。

## タイトル

### クラブ
- 欧州チャレンジカップ準優勝：2005。
- Top14優勝：2007。

### フランス代表
- 12セレクション。
- 13ペナルティー、16コンヴァージョン、1トライ、76得点。
- 年ごとのセレクション：3(2004)、11(2005)、10(2006)、13(2007)。
- シックスネーションズ：2007。
  - 優勝：2007。
- フランスA代表
- アンダー21フランス代表：2005、2006。
  - 優勝：2006。
- アンダー19フランス代表
  - 準優勝：2004。
- アンダー18フランス代表

### ワールドカップ
- 2007年：6セレクション（ナミビア、アイルランド、グルジア、ニュージーランド、アルゼンチン、イングランド）。

### 個人受賞歴
- 2006年、アンダー21の部で世界最優秀選手。